# Pont de Malabadi à Silvan-Diyarbakır
Le Pont de Malabadi (Malabadi Köprüsü) est un pont en arc construit sur la rivière Batman, à 24 km de Silvan sur la route de Diyarbakır à Batman, en Anatolie orientale, dans le sud-est de la Turquie, à l'époque artukide, entre 1146 et 1147 par Timurtaş bin İlgazi bin Artuk, dit Timurtas de Mardin, fils de Il Ghazi ibn Ortoq, petit-fils d'Ortoq ibn Aksab.
L'Est de la Turquie est riche en vieux ponts dignes d'intérêt. L'un de ceux-ci, le pont de Malabati, qui enjambe la rivière Batman, est le plus grand pont à arcades de la Turquie. Ce pont-route, qui possèderait selon l'office du tourisme turc, « la plus grande voûte de pierre au monde » — il parait que le dôme de la basilique Sainte-Sophie passerait facilement sous le pont !!! — a une longueur de 150 mètres et une largeur de 7 mètres. La hauteur du pont, du haut de la clé de voûte au niveau le plus bas du fleuve, est de 19 mètres. Le sol s'élève progressivement depuis le niveau le plus bas de la route pour atteindre le point central, qui est un arc pointu s'élevant au-dessus de la partie la plus profonde du fleuve. Des pierres de couleur ont été utilisées pour sa construction. De petites arches, construites dans le même matériau coloré, permettent à la chaussée de s'élever jusqu'au sommet du pont tout en laissant passer l'eau du fleuve.
La structure du pont lui-même enjambe la rivière perpendiculairement, mais les chaussées d'accès forment un  angle par rapport à celle-ci, de sorte qu'il y a une rupture qui interrompt les approches, aussi bien à l'Est qu'à l'Ouest. Deux des piliers du pont sont posés dans le lit même de la rivière. L'appui occidental est décoré de sculptures de personnages, l'un debout, l'autre assis.
Des deux côtés de l’arche se trouvent des pièces où les voyageurs pouvaient s’abriter en hiver. De ces pièces, dans lesquelles des sentinelles montaient la garde, il était possible, grâce aux porches reliés aux bords du chemin, d'entendre arriver de loin les caravanes.
Ce pont a longtemps été le seul au-dessus du fleuve Batman dans cette région. Il a été en service sans discontinuer jusque dans les années 1950, lorsqu'un nouveau pont routier, mieux adapté aux conditions modernes de circulation, a été construit à proximité. 
Compte tenu des techniques de l’époque,  le Pont de Malabadi  est une œuvre incroyable et prodigieuse, qui constitue une halte obligée pour les touristes qui visitent la région. Il est parvenu jusqu'à nos jours en ayant subi de nombreuses réparations. Il a été restauré une première fois à la fin du XIIe siècle ; sa dernière remise en état remonte au début du XXe siècle.
Un chercheur américain, Eric DeLony, directeur des « Archives historiques américaines de l'Ingénierie » (Historic American Engineering Record), dans le service des Parcs nationaux du Département américain de l'Intérieur, qui a effectué une étude sur tous les types de pont depuis l'âge du bronze, propose l'inscription du Pont de Malabadi sur la Liste du patrimoine mondial de l'Unesco au titre de la période médiévale. En 2016, il a été inscrit à la liste indicative de l'UNESCO.